# Plenario de Mujeres del Uruguay (Plemuu)
Plenario de Mujeres del Uruguay (Plemuu) es una organización no gubernamental feminista y de derechos humanos con sede en Uruguay, dedicada a la promoción y protección de los derechos de las mujeres en todo el país. Fue fundada el 26 de enero de 1984 en Montevideo, con el objetivo de promover los derechos humanos en un contexto de dictadura. En la actualidad desarrolla proyectos y programas mediante redes y convenios con el Estado uruguayo, otras ONG y empresas. Hasta 2019 fue presidida por Carmen Tornaríay posteriormente lo es por Nelly Fagúndez.Su directorio está formado por Fagúndez, Ana Noccetti (tesorera) y Ana Algaré (secretaria).

## Historia

### 1984: inicio en dictadura

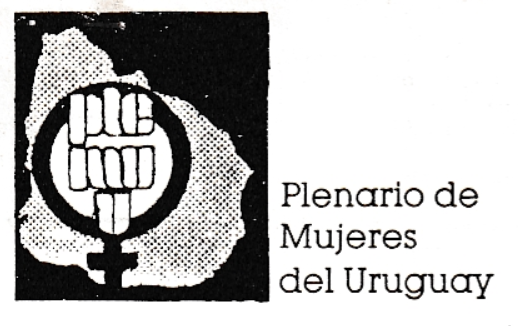
Primer logo del Plenario de Mujeres del Uruguay

El Plemuu se fundó el 26 de enero de 1984, a partir de la convocatoria a una Marcha por la Democracia en la que participaron 3000 mujeres por la avenida 18 de Julio, desde la Intendencia hasta la Plaza Libertad. El Plenario Intersindical de Trabajadores (PIT) no había logrado permiso para realizar una movilización, por lo que las mujeres se organizaron con el propósito de ocupar la calle en silencio, lo que logró que no fueran reprimidas. El 27 de enero se reunieron en una casa en Molinos De Raffo y Maria Orticochea (Sayago) y eligieron el nombre del colectivo. En el plenario confluyeron grupos de vecinas, trabajadoras, familiares de presos/as políticos/as y amas de casa, mujeres de los sectores populares y mujeres profesionales, al principio divididas en cerca de 20 grupos barriales, para no llamar la atención de las autoridades militares. Dentro de la organización y para el movimiento de mujeres uruguayo, fueron referentes Nelly Fagundez, Cristina Grela, Margarita Percovich, Ana Nocetti, Carmen Tornaría y Fanny Nita Samuniski. Gracias a la trabajadora social Raquel Carreiras, una integrante que trabajaba en Emaús, se consiguió un espacio físico para reunirse diariamente, en una habitación al fondo del local de Emaús en Barrios Amorín 1166 (Palermo).

Samuniski, asistente social integrante en esa época, explicaba en el primer número de la revista Cotidiano Mujer (1985):
El PLEMUU como organización empieza a pensar que las mujeres tenemos que crear un lugar donde organizamos, una instancia de organización y reflexión simultáneamente. No sirve solamente discutir y pensar, los grupos para la acción social tampoco sirven solos y aislados. Lo que necesitamos son grupos donde las mujeres tengan la oportunidad de hacer y reflexionar en lo que hacen y cómo lo quieren hacer. Y que en esa doble vía es que se produce un cambio en la forma de funcionar de las mujeres y en la forma de conocerse a sí mismas, al pensar haciendo productiva y colectivamente.
El 8 de marzo de 1984, grupos de mujeres, entre los que se encontraba el Plemuu, intentaron conmemorar el Día Internacional de las Mujeres por primera vez en Uruguay, pero las autoridades prohibieron la marcha. Pese a ello, un grupo de mujeres se presentó en la Plaza Cagancha a las 20 horas del 8 de marzo, depositó una flor en los escalones de la estatua de la Libertad y cantó el Himno Nacional. Además de Plemuu, la convocatoria fue realizada por periodistas del semanario Jaque, el Grupo de Estudios sobre la Condición de la Mujer en Uruguay (Grecmu), mujeres del Frente Amplio y de la Corriente Popular Nacionalista del Partido Nacional. Integrantes de Plemuu pasaron el día entregando tarjetas y flores a las mujeres por el centro de Montevideo y sobre distintas líneas de ómnibus para invitarlas a interesarse por la fecha. También se organizó una mesa redonda en el local del Sindicato Alpargatas, donde Fagúndez hablaría sobre la organización de las amas de casa y Tornaría sobre educación, junto a Bimba Barreda de mujeres cristianas, una integrante de Madres de Familiares Desaparecidos y Mabel Olivera sobre mujeres trabajadoras. Se habían reunido unas 100 mujeres en el local cuando ingresó la Policía y se llevó detenidas a todas las de la Mesa. En una carta abierta que publicaron en la revista feminista La Cacerola por el 8 de marzo, pedían libertad, democracia con elecciones libres, y plena vigencia de los derechos humanos: amnistía para los presos políticos, liberación de los detenidos por las Medidas Prontas de Seguridad, ubicación de las personas desaparecidas, regreso de los exiliados políticos, información sin censura, no discriminación de la mujer, igual paga a igual tarea, valoración del trabajo doméstico como responsabilidad social compartida, participación femenina en actividades políticas y gremiales, igualdad de oportunidades y soluciones económicas y sociales.
También a principios de 1984, se integró a la Intersectorial, un espacio de coordinación con el objetivo de resistir a la dictadura, formado por dirigentes políticos y sindicales, cooperativas y movimientos por los derechos humanos. El 15 de agosto de 1984, la Intersectorial fue sustituida por la Concertación Nacional Programática (CONAPRO), que incluía partidos políticos, organizaciones de la sociedad civil y grupos empresariales. En las reuniones entre organizaciones que se convocaban a iniciativa de Plemuu, se decidió que las mujeres políticas propusieran la creación de un grupo de trabajo sobre la condición de la mujer dentro de la CONAPRO, acción que fue inicialmente rechazada. Ante la negativa, el Plemuu convocó a mujeres activistas a reunirse el 17 de noviembre de 1984: setenta mujeres de 17 organizaciones asistieron, elaboraron propuestas políticas y empezaron a trabajar como Grupo Pre-Concertación. A raíz de esto, finalmente el 27 de diciembre de 1984, se creó el Grupo de Trabajo sobre la Condición de la Mujer dentro de la CONAPRO. Cuando la CONAPRO dejó de existir, el Grupo de Trabajo sobre la Condición de la Mujer siguió funcionando como coordinación del movimiento de mujeres, ahora con el nombre «Concertación de Mujeres», también integrado por el Plemuu.

### 1985-1995: vuelta a la democracia
Tras la vuelta a la democracia en 1985, la participación en las reuniones en el local de Emaús bajó. Durante tres meses, Raquel Carreiras, Nelly Fagundez, Margarita Percovich, Ana Nocetti, Carmen Tornaría y Nita Samuniski continuaron reuniéndose para definir los lineamientos con los que continuaría la organización.
Ese mismo año, el 8 de marzo, se creó el Plenario de Mujeres de Treinta y Tres, vinculado al grupo que operaba desde Montevideo. En su primer año de funcionamiento realizó charlas sobre Educación Sexual, participó en seminarios sobre la vejez, fue delegado del Interior en la redacción del documento Mujer Rural y realizó un seminario junto al CLAEH y el grupo de la Condición de la Mujer de la CONAPRO sobre diferencias entre asistencialismo y promoción.
Desde 1986 hasta 1988, publicó periódicamente el Servicio Documental Mujer (SDM), instrumento que recopilaba información de diarios, seminarios y revistas nacionales sobre la condición de las mujeres. También informaba sobre publicaciones nacionales o extranjeras y actividades del movimiento de mujeres.
En 1987 se creó la Coordinación de Mujeres, a partir de diferencias en posicionamientos internos en el movimiento de mujeres uruguayo sobre la Ley de Caducidad de la Pretensión Punitiva del Estado, y también formó parte. Durante algunos años, Plemuu y Grecmu participaron a la vez en la Coordinación de Mujeres y en la Concertación de Mujeres, y se encargaron de mantener abiertos los canales de comunicación entre ellos. Esto permitió incluso algunas acciones conjuntas, como la conmemoración del 8 de marzo de 1990.
En 1990, una de los mayores discusiones del movimiento feminista uruguayo se centraba en la relación con el Estado. Al respecto, Tornaría opinaba que las activistas debían interactuar con las instituciones estatales y construir alianzas estratégicas con las nuevas diputadas, línea de pensamiento que predominó desde sus inicios. Para ella, el reto del movimiento de mujeres en los años de 1990 era «hacer universal su agenda, legitimarla como un proyecto transformador para toda la sociedad, hacerla creíble para aquellas mujeres que todavía no participan, pero también más allá de ellas».
Estas ideas las publicaban con frecuencia en el suplemento La República de las Mujeres, creado por Isabel Villar en 1988 junto al diario La República. En la primera etapa, integró su consejo fundacional junto a Grecmu y Cotidiano Mujer: formaban parte Lilian Celiberti, Lucy Garrido, Graciela Sapriza, Elena Fonseca y Margarita Percovich.
A mediados de 1993, integró el Grupo Iniciativa Pekín-Uruguay con el objetivo de prepararse ante la Conferencia Mundial sobre la Mujer de 1995 en Pekín. Formaban parte también Cotidiano Mujer, Grecmu, Mujer Ahora, Casa de la Mujer de la Unión, Instituto Mujer y Sociedad, Red de Educación Popular Entre Mujeres de Latinoamérica y el Caribe (Repem), Fundación Friderich Ebert (Fesur) y el Centro Interdisciplinario de Estudios sobre el Desarrollo Uruguay (Ciedur).Este grupo llevó a cabo un diagnóstico de la situación de las mujeres en Uruguay y lo presentó en una reunión abierta con 50 organizaciones en la que se elaboraron propuestas para trasladar a Pekín. Luego participó en los preparativos regionales y subregionales de la conferencia y, en setiembre de 1995, 20 uruguayas asistieron al foro paralelo de la sociedad civil en Huairou. Después de la conferencia, el grupo realizó una gira por el país para difundir los contenidos de la Plataforma de Acción de Beijín y para promover la creación de una coordinadora para monitorear su seguimiento: así nació la Comisión Nacional de Seguimiento de los Acuerdos de Beijing (CNS).

### 1996-2010

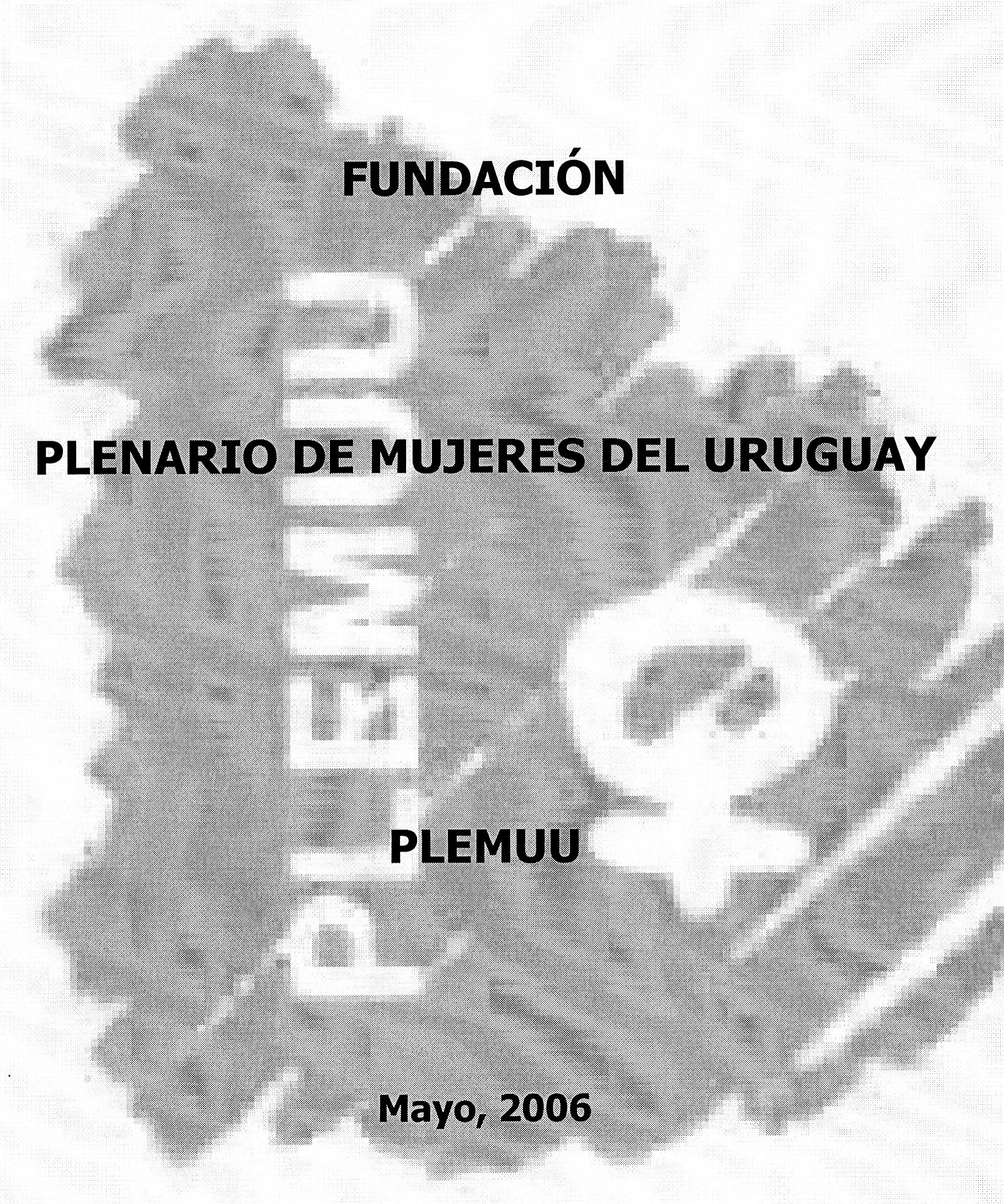
Fundación Plenario de Mujeres del Uruguay PLEMUU Mayo 2006

En 2006, se difundió una publicación en la que expresaba que su misión era «Una nueva mujer, una nueva familia, una nueva sociedad» y sus objetivos: 

- Promover condiciones materiales e ideológicas que posibiliten la equidad entre mujeres y hombres, tendientes a la participación activa y consciente de la mujer en la vida política, cultural, económica y social.

- Facilitar el análisis de la problemática social desde una perspectiva de género.
- Promover procesos organizacionales entre grupos de mujeres con intereses sectoriales específicos en un marco autónomo, pluralista y democrático.
- Investigar y sistematizar el proceso de construcción de la identidad femenina y su proyección social.
- Instrumentar programas educativos de formación específica y de apoyo técnico para la consolidación y el crecimiento.
- Promover cambios en el espacio doméstico y reivindicar su dimensión política.

Hasta ese momento se dedicaba al asesoramiento, capacitación y desarrollo de programas con apoyo técnico; diseño y coordinación de talleres temáticos; elaboración de materiales didácticos; recopilación y difusión de información y documentación relativa a las mujeres; y elaboración y sistematización de metodología a partir de la práctica para el trabajo con grupos. También llevaba adelante el Programa Centor Barrial Casavalle, el Programa Violencia Doméstica, el Proyecto Capacitación Laboral y talleres de sensibilización y capacitación. El primero incluía un Centro de Atención a la Infancia y la Familia (Centro CAIF), el proyecto educativo Ciempiés para adolescentes, el proyecto piloto Madres Adolescentes Pereyra Rossell y formación laboral para mujeres adultas en condiciones de pobreza. El segundo incluía la administración del Servicio Telefónico Nacional de Atención a Mujeres en Situación de Violencia, centros de atención multidisciplinaria en violencia doméstica en Pando y Costa de Oro, un servicio psicológico de orientación y consulta a mujeres y un servicio de atención a mujeres víctimas de abuso sexual en la infancia.

### 2011-presente
En la actualidad, forma parte de la Intersocial Feminista, la Asociación Nacional de ONG (ANONG) y la Red Uruguaya Contra la Violencia Doméstica y Sexual. En 2017 coorganizó el 14.º Encuentro Feminista Latinoamericano y del Caribe (EFLAC). Desde el 7 de marzo de 2020 también gestiona el Espacio Feminista de la Plaza Las Pioneras junto a Encuentro Feministas Diversas, Las Puñadito, Colectivo Elefante y Cotidiano Mujer. En 2021, la organización se mudó de oficina hacia Vázquez 1477 (Centro). En enero de 2024,  cumplió 40 años.

## Líneas de trabajo activas
El objetivo de Plemuu es «mejorar las condiciones educativas, laborales, sociales y de salud de todas las mujeres en Uruguay, teniendo en cuenta la diversidad de mujeres, enfocando su trabajo en mujeres rurales, domésticas, políticas, madres, jóvenes y empresarias».
La organización trabaja principalmente en las áreas de educación, trabajo, construcción de ciudadanía y violencia basada en género. En convenios con el Ministerio de Desarrollo Social (Mides) y la Intendencia de Montevideo, gestiona:
- Proyectos educativos laborales:
  - Gestión de dos licitaciones educativas laborales de atención al usuario y área cerrada en el Centro Hospitalario Pereira Rossell.
  - Gestión de limpieza y atención en el Centro de Salud de Colonia.
- Centros educativos:
  - Caif Casavalle.
  - Caif Hospital Pereira Rossell.
  - Caif Las Higueritas.
  - Proyecto Ciempiés para adolescentes en Casavalle.
- Convenios de atención a mujeres en situación de Violencia Basada en Género (VBG):
  - Gestión de servicios de atención de Inmujeres en Durazno, Maldonado, Montevideo, Paysandú, San José, Rivera, Tacuarembó y Treinta y Tres.
  - Comuna Mujer Andrea Hernández, de la Intendencia de Montevideo.
  - Gestión de la Línea Telefónica Nacional para Mujeres que sufren Violencia Basada en Género - 0800 4141, desde 1992.
  - Centro de Estadía Transitoria para mujeres víctimas de VBG en Protección (CETI).
- Convenios de Protección Social:
  - Centro Tarará Prado.
  - Centro de Personas Adultas Raíces.
  - Complejo Ansina de Viviendas de Apoyo.
  - Colmena Jacinto Vera - Colón - La Paz. Tres centros habitacionales para madres con Niños, Niñas y Adolescentes a cargo, desde 2023.
  - Equipo Móvil para la captación y derivación de personas en calle.
  - Dupla Salud Mental.
- Atención a la ciudadanía:
  - Gestión del teléfono de atención a la Ciudadanía - 08007263.
- Construcción de ciudadanía:
  - Gestión de la Casa de las Ciudadanas, de la Intendencia de Montevideo, desde 2020.[29]

## Publicaciones
- La Condición de la Mujer Uruguaya: Una realidad y un desafío.
- A partir de nosotras mismas. Cuaderno metodológico.
- Plemunicándonos.
- Servicio de Prensa Mujer (SPM).[17][18]
- Mujer y Educación.
- A partir de nosotras mismas. Encuentro de intercambio y reflexión sobre vivencias y procesos de participación y organización en el trabajo de la Fundación Plemuu con grupo de mujeres.[30]1990.
- Mujeres viejas, mujeres nuevas.
- Tres historias y un mismo camino de mujer.
- Mujeres, desafíos y conquistas. Repertorio regional.
- Cartas abiertas para sentirnos cerca. De algunas amas de casa para otras amas de casa.
- Samuniski, F. (2001). Voces de la violencia de género. Montevideoː PLEMUU ; Intendencia Municipal de Montevideo.[31]
- Articulación de estrategias desde el derecho de familia y los servicios de salud. Capacitación de funcionarios públicos en atención en violencia doméstica para que actúen como agentes multiplicadores.[23]

## Videos
- Sin pedir permiso. 1989.
- La caja de pandora. 1991
- Cuántas veces más. 1993
- Distracción fatal. 1995[23]